# Еппесен, Кнуд
Кнуд Е́ппесен (дат. Knud Jeppesen; 15 августа 1892 — 14 июня 1974) — датский музыковед и композитор. Отец археолога Кристиана Еппесена.

## Биография
Окончил Копенгагенскую консерваторию (1916) как органист (ученик Пауля Хельмута и Хакона Андерсена) и Копенгагенский университет (1917) как музыковед (ученик Ангула Хаммериха), совершенствовался у Гвидо Адлера в Венском университете. Изучал также композицию под руководством Карла Нильсена и в дальнейшем был пропагандистом и популяризатором его творчества. С 1917 г. работал в Копенгагене органистом, с 1920 г. преподавал теорию музыки в консерватории. Был активным участником Международного музыковедческого общества со времени его создания в 1927 году, в 1931—1954 гг. редактировал журнал общества «Acta musicologica», в 1949—1952 гг. занимал пост президента Общества. С 1947 г. профессор Орхусского университета, в 1950 г. основал при университете Институт музыковедения и руководил им до 1957 г. Среди учеников Еппесена Вагн Хольмбоэ, Бент Лорентцен и Рут Альмен. В 1957 г. вышел в отставку и поселился в Италии.
Как музыковед Еппесен известен, прежде всего, трудами по истории итальянской полифонической музыки XVI века. Его докторская диссертация «Стиль Палестрины, с особым вниманием к диссонансам» (дат. Palestrinastil med særligt henblik paa Dissonansbehandlingen; 1923) была опубликована в немецком (1925) и английском (1927, второе расширенное издание 1946, репринт 1971) переводах. Ещё более популярной стала следующая монография «Контрапункт (Вокальная полифония)» (дат. Kontrapunkt (Vokalpolyfoni); 1930), которая многократно переиздавалась в переводах на немецкий и английский языки. Как редактор и палеограф Еппесен известен антологей старинной итальянской клавирной музыки (1960) и критическим изданием ранних фроттол (1970).
Собственное композиторское творчество Еппесена включает, главным образом, хоровые сочинения, среди которых Pеформационная кантата (дат. Reformationskantate; 1936), посвящённая памяти жертв Второй мировой войны оратория «Датский Te Deum» (1942), «Месса королевы Дагмары» (дат. Dronning Dagmar Messe; 1945), кантата Oрхусского университета (1946), хоровые циклы на слова Уильяма Шекспира и Уолта Уитмена. Еппесену также принадлежит опера «Розаура» (дат. Rosaura; 1950, либретто композитора по мотивам Карло Гольдони), симфония (1946), концерт для валторны c оркестром (1942), «Маленькое летнее трио» для флейты, виолончели и фортепиано (1941), скрипичная соната (1919) и др.
Действительный член Kоролевской Датской академии наук (1943).

## Литературные сочинения
- Die Dissonanzbehandlung bei Palestrina. Diss. Wien, 1922.
- Palestrinastil med saerligt henblik paa dissonansbehandlingen. Copenhagen, 1923, (нем. перевод под назв. «Der Palestrinastil und die Dissonanz», 1925; англ. перевод под названием «The style of Palestrina and the dissonance», 1927, 2-е изд., исправленное и дополненное, 1946).
- Kontrapunkt (vokalpolyfoni). Copenhagen, 1930; 3-е изд. 1962 (нем. перевод под назв. «Kontrapunkt; Lehrbuch der klassichen Vokalpolyphonie», 1935, 5-е изд. 1970; англ. перевод под назв. «Counterpoint, the polyphonic vocal style of the sixteenth century», 1939; рус. перевод в дипломной работе Войченко, Ростов-на-Дону, не опубликован).
- Wann entstand die Marcellus-Messe? // Studien zur Musikgeschichte: Festschrift für Guido Adler. Wien, 1930, SS.126-36.
- Über einige unbekannte Frottolenhandschriften // Acta Musicologia, 11 (1939), pp. 81–114.
- Marcellus-Probleme // Acta musicologia, 16-17 (1944-5), pp. 11–38.

## Редакторская работа
- Die italienische Orgelmusik am Anfang des Cinquecento: die «Recerchari, motetti, canzoni, libro primo» des Marco Antonio (Cavazzoni) da Bologna (1523) in Verbindung mit einer Auswahl aus den «Frottole intabulate da sonare organi» des Andrea Antico da Montona (1517) und aus den Tabulaturhandschriften in Castell’Arquato. Køobenhavn: W. Hansen, 1960.
- La frottola. Bemerkungen zur Bibliographie der ältesten weltlichen Notendrucke in Italien. Aarhus: Universitetsforlaget i Aarhus, 1968-70.